# AOVDQS
La categoría de vinos franceses AOVDQS (Appellation d'Origine Vin délimité de Qualité supérieure, Denominación de Origen Vino Delimitado de Calidad Superior), a veces abreviada en VDQS, apareció durante la Segunda Guerra Mundial y fue finalmente oficializada el 18 de diciembre de 1949. En vías de desaparición esta denominación hace parte, junto con los vinos AOC, de las denominaciones AOVQPRD (Appellation d'origine des vins de qualité produits dans une région déterminée, Denominación de Origen de Vinos de Calidad Producidos en una Región Delimitada).